# Kochi (Índia)

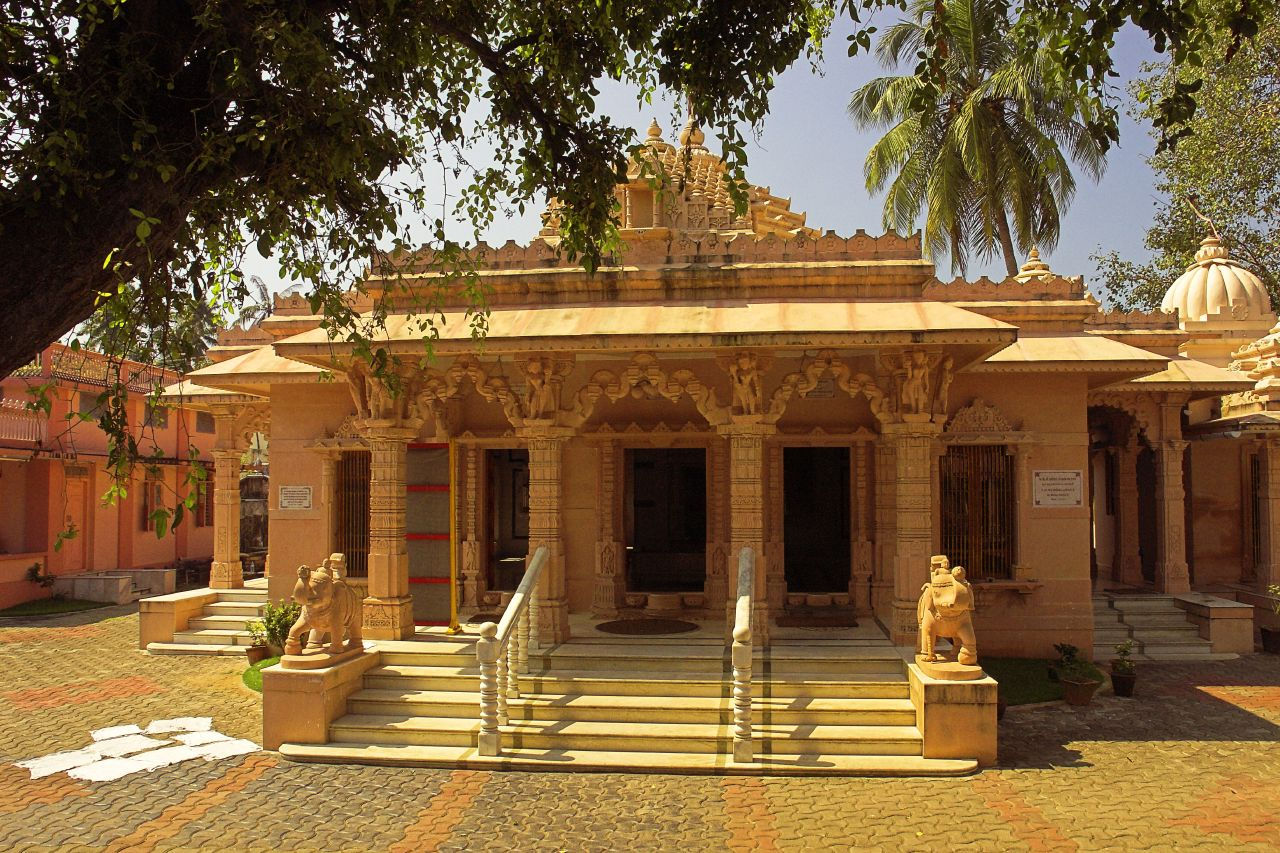
temple jainista a Mattancherry

Kochi —കൊച്ചി en malaialam — més coneguda com a Cochin, és una ciutat de l'Índia a Kerala, un dels principals ports del país a 220 km al nord de Thiruvananthapuram, capital de l'estat. La població de la ciutat és de 564.589 habitants (2001) i la de l'àrea metropolitana és d'un milió i mig.

## Història

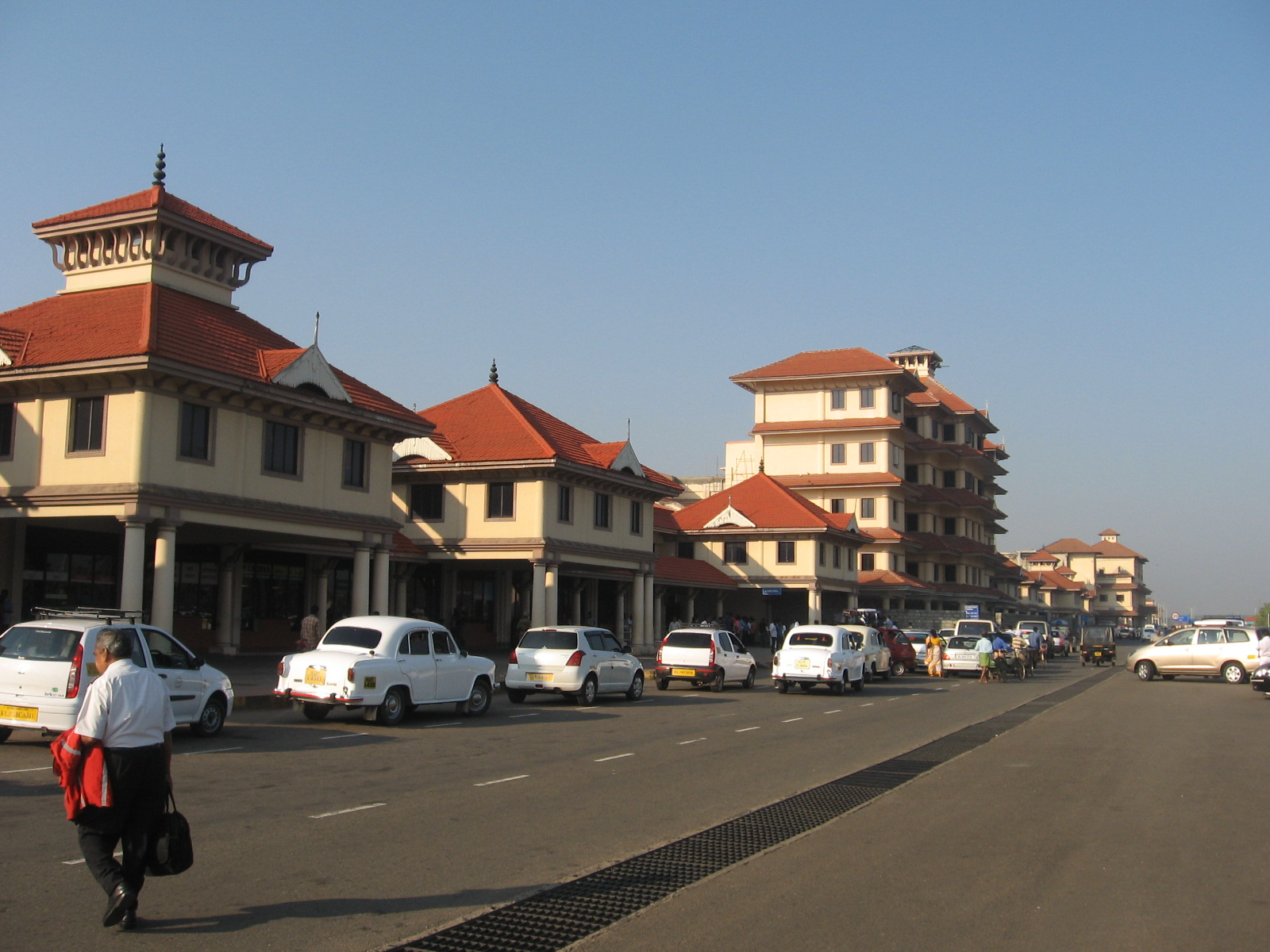
Aeroport Internacional de Kochi

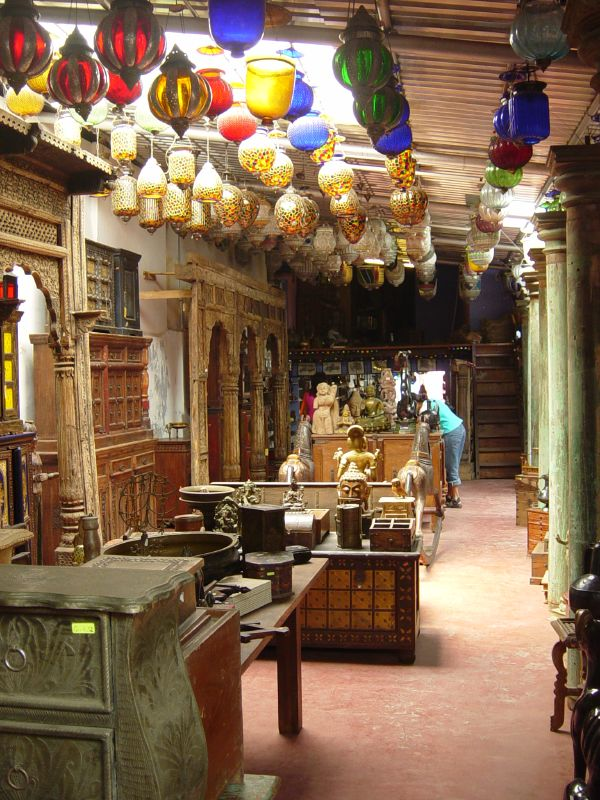
Botiga antiga

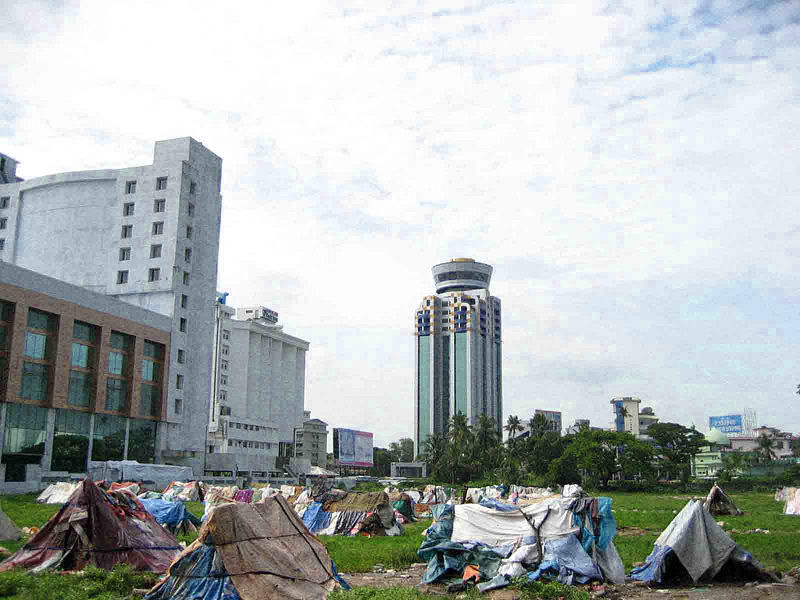
Edificis

Seu d'una província del Regne Txera al segle ix, i capital d'un estat independent vers el 1112, fou capital de l'Índia Portuguesa del 1503 al 1530 quan es va traslladar a Goa. Per la seva història vegeu Cochin.

### Cronologia
- 1341 El port de Kodungallur és destruït pel desbordament del riu Periyar afavorint l'emergència de Kochi com a port principal
- 1440 Visita la ciutat el viatger Niccolò de' Conti
- 1500 L'almirall Pedro Álvares Cabral desembarca a Kochi, el raja del qual era un vassall en lluita contra el senyor el zamorín de Calicut i l'acull amb alegria. Primer carregament de pebre.
- 1502 Vasco de Gama funda la factoria de Kochi (Cochin)
- 1503 Afonso de Albuquerque arriba just a temps per salvar al raja que estava assetjat pel zamorín a Vypin. Els portuguesos construeixen el fort de Kochi (els portuguesos l'anomenen Manuel Kotta) amb permís del raja
- 1504 El governador del fort, Pacheco és assetjat pel zamorín però el pot rebutjar
- 1505 Arribada del virrei Francisco de Almeida, restauració i ampliació del fort
- 1530 Arribada de Sant Francesc Xavier, inici de la missió cristiana
- 1567 L'església de la Santa Creu és consagrada com a catedral
- 1577 La Companyia de Jesús publica a Kochi el primer llibre imprès a l'Índia en caràcters natius
- 1585 Visita del viatger anglès Ralph Fitch
- 1634 Els portuguesos concedeixen als anglesos el dret d'entrada a les seves factories costaneres
- 1635 Primera exportació de pebre a Gran Bretanya
- 1663 Els holandesos ocupen Kochi als portuguesos que es van retirar a Ponnani. Expansió de la ciutat i el comerç en els següents anys.
- 1773 Haidar Ali de Mysore es presenta a Kochi i imposa tribut al raja
- 1778 El fort fou reconstruït per Van Moens, governador holandès
- 1795 Kochi és ocupada pels britànics. El governador Vanspall que es negava a rendir-se fou assetjat i capturat pel major Petrie el 20 d'octubre de 1795. Kochi queda sota protectorat britànic però amb els holandesos gaudint d'autonomia interna.
- 1806 La fortalesa i molts edificis holandesos són destruïts pels britànics
- 1814 Tractat de París entre Gran Bretanya i Holanda, que cedeix oficialment Kochi als britànics
- 1866 Es forma la municipalitat
- 1947 Kochi ingressa a la Unió Índia i poc després s'integra a l'estat de Travancore-Cochin (1949)

El 1949 es va formar l'estat de Travancore-Cochin per la unió dels dos principats. El raja de Cochin fou el Rajpramukh de la unió del 1949 al 1956. El 1956 va esdevenir l'estat de Kerala. El 9 de juliol de 1960 el consell de Mattancherry va requerir la formació d'una corporació municipal per Fort Kochi, Mattancherry i Ernakulam, corporació que es va formar l'1 de novembre de 1967 i en van formar part també el municipi de Willingdon Island, quatre panchayats (Palluruthy, Vennala, Vyttila i Edappally) i les petites illes de Gundu i Ramanthuruth. Posteriorment s'hi van integrar Edapally, Kalamassery i Kakkanad cap al nord-est, Tripunithura al sud-est, i un grup d'illes al llac Vembanad. L'estat va crear la Greater Cochin Development Authority (GCDA) com agència pel control de l'administració i desenvolupament de la corporació. La ciutat disposa d'un aeroport internacional i és base de la marina índia.
La població de Kochi (corporació) el 2007 s'estimava en 1.519.000 habitants